# Częstotliwość lustrzana
Częstotliwość lustrzana – w odbiorniku superheterodynowym częstotliwość sygnału wejściowego fl różniąca się od częstotliwości heterodyny fh tyle samo, co częstotliwość odbieranego sygnału fs (o częstotliwość pośrednią fp), ale w przeciwną stronę – zwykle większa od częstotliwości heterodyny: fl=fh+fp, fs=fh-fp.
Ze względu na działanie typowego mieszacza częstotliwość lustrzana daje na jego wyjściu częstotliwość pośrednią, tak samo jak częstotliwość odbieranego sygnału, zakłócając odbiór – z tego powodu na wejściu odbiornika superheterodynowego potrzebne są filtry tłumiące częstotliwość lustrzaną, albo układ mieszacza musi dawać tylko różnicę częstotliwości, poprzez mnożenie zespolone.
W niektórych konstrukcjach odbiorników stosuje się podwójną, a nawet potrójną przemianę częstotliwości – najpierw na dużo wyższą od odbieranej, potem na normalną pośrednią – aby filtr eliminujący częstotliwość lustrzaną działał skuteczniej: częstotliwość lustrzaną z pierwszego mieszania eliminuje się wykorzystując fakt, że jest ona dużo wyższa od odbieranej, z drugiego używając precyzyjnego filtru pierwszej częstotliwości pośredniej.